# Sportfreunde Larrelt
Sportfreunde Larrelt (offiziell: Sportverein Sportfreunde Emden-Larrelt von 1928 e.V.) ist ein Sportverein aus dem Emder Stadtteil Larrelt. Die erste Fußballmannschaft spielte in der Saison 1948/49 in der höchsten niedersächsischen Amateurliga.

## Geschichte
Der Verein wurde am 2. März 1919 als Germania Larrelt gegründet und war zunächst im Arbeitersport aktiv. Nach internen Unstimmigkeiten wurde der Verein zunächst 1926 aufgelöst und am 28. Juli 1928 als Freie Turnerschaft Larrelt neu gegründet. Mit der Machtübernahme der Nationalsozialisten wurde der Verein in FC Grün-Weiß Larrelt umbenannt.
Nach dem Zweiten Weltkrieg errang die Mannschaft 1948 die Meisterschaft der Bezirksklasse und stieg in die Landesliga Weser/Ems auf, die man nach einem Jahr als Tabellenletzter wieder verlassen musste. Saisontiefpunkt war eine 0:11-Niederlage bei TSR Olympia Wilhelmshaven. In der folgenden Saison wurden die Larrelter in der Amateurliga 1 nach unten durchgereicht. Im Jahre 1955 wurde der heutige Vereinsname angenommen.
Schon in der ersten Spielzeit unter dem heutigen Namen gelang der Wiederaufstieg in die Amateurliga 1. Nach zwei Jahren folgte der Abstieg der Sportfreunde bis in die Kreisliga. Der Verein pendelte anschließend zwischen Bezirks- und Kreisliga. Im Jahr 2014 wurde die Meisterschaft in der neu geschaffenen Ostfrieslandliga errungen und somit der Wiederaufstieg in die Bezirksliga erreicht.